# Spelaeornis troglodytoides
La ratina alibarrada (Spelaeornis troglodytoides) es una especie de ave paseriforme de la familia Timaliidae endémica del Himalaya oriental y sus estribaciones.

## Distribución y hábitat
Se encuentra únicamente en el Himalaya oriental y las montañas al este de la meseta tibetana, distribuida por Birmania, Bután y el noreste de la India y China. Su hábitat natural son los bosques de montaña subtropicales. 

## Taxonomía
La ratina alibarrada fue descrita científicamente por el zoólogo francés Jules Verreaux en 1870. Se reconocen siete subespecies:
- S. t. sherriffi Kinnear, 1934 - se encuentra en el este de Bután y norte de Assam;
- S. t. indiraji Ripley, Saha y Beehler, 1991 - ocupa el este de Assam;
- S. t. souliei Oustalet, 1898 - presente en el noreste de Birmania y suroeste de China;
- S. t. rocki Riley, 1929- ocupa el sur de China;
- S. t. troglodytoides (Verreaux, J, 1871) - se encuentra en el suroeste de China;
- S. t. nanchuanensis Li, G, Yang & Yu, 1992 - está en el centro meridional de China;
- S. t. halsueti (David, 1875) - ubicada en el centro de China.